# Exechiopsis setosa
Exechiopsis setosa är en tvåvingeart som beskrevs av Ostroverkhova 1979. Exechiopsis setosa ingår i släktet Exechiopsis och familjen svampmyggor. Inga underarter finns listade i Catalogue of Life.